# Испанская партия (1614—1623)

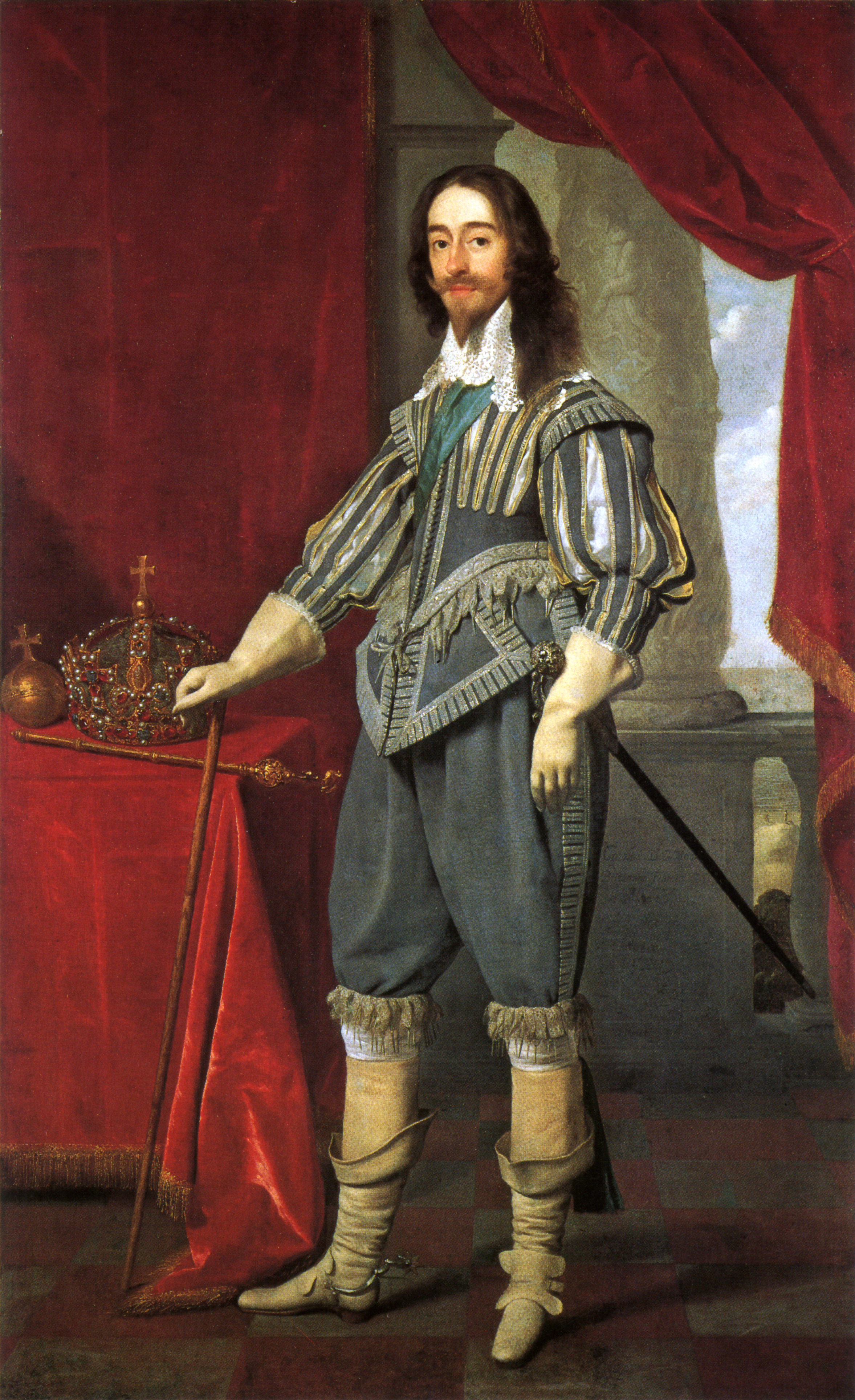
Даниэль Мейтенс. Портрет Карла I, 1631 год

Испанская партия (англ. Spanish match) — проект брака между сыном короля Англии, Ирландии и Шотландии Якова I Карлом и дочерью короля Испании Филиппа III Марией Анной. Переговоры велись в период с 1614 по 1623 год и за это время стали тесно связаны с аспектами британской внешней и религиозной политики, прежде чем полностью прервались.
Непопулярная в протестантской палате общин Англии политика, где не забыли о недавней англо-испанской войне, была инициирована во время посольства в Англию Гондомара, который прибыл в Лондон в 1614 году с предложением, что Испания не будет вмешиваться в правление Якова в Ирландии, если Джеймс будет сдерживать английских «каперов» в испано-американских водах. Кроме того, он предложил брачный союз с приданным в 500 тыс. ф. с. (позже увеличенное до 600 тыс. ф. с.), которое английскому монарху особенно привлекательным после того, как парламент 1614 года не предоставил ему запрашиваемые финансовые субсидии.
Кульминация последовавшего за этим десятилетия переговоров на высоком уровне по заключению брака между ведущими протестантскими и католическими королевскими семьями Европы произошла в 1623 году в Мадриде с посольством принца Карла и фаворита Якова Джорджа Вильерса, 1-го герцога Бекингема. Свадьба так и не состоялась, несмотря на подписание брачного контракта королём Джеймсом; вместо этого критика привела к роспуску парламента.

## Предыстория

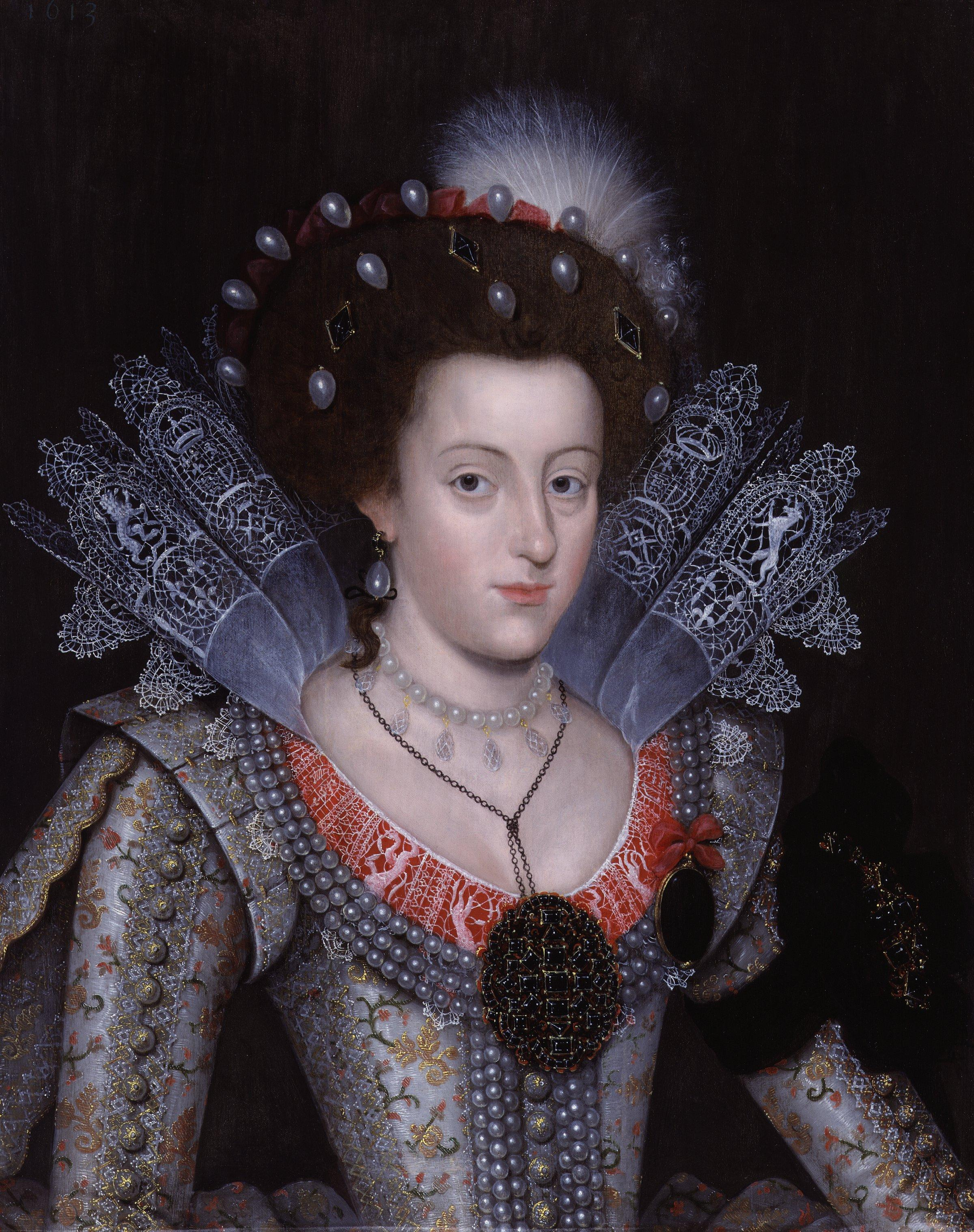
Елизавета Стюарт

Испанский брак для умершего в 1612 году старшего сына английского короля и принца Уэльского Генри Фредерика был предложен его матерью Анной Датской. После его смерти она поддержала идею испанского брака для своей дочери Елизаветы, но в 1613 году та вышла замуж за известного протестантского принца Фридриха V Пфальцского. Для её второго сына Карла обсуждались кандидаты в браки из Савойи и Тосканы, а также из Испании и Франции. С 1614 года и до своей смерти в 1619 году королева Анна оказывала некоторую поддержку испанскому браку, временами предпочитая французский брак и признавая, что испанские предложения были полностью основаны на личных интересах. В 1620 году против идеи выдвинули аргумент, что предыдущие «испанские браки», которые привели Екатерину Арагонскую и Филиппа II, обернулись плохо в народной памяти.

## Политика Якова I
В начале 1618 года Яков I и VI занимал сильное дипломатическое положение. Его усилия против войн в Европе были в значительной степени эффективны, и его собственный статус протестантского правителя, который был в хороших отношениях с католическими державами, был высок. Успех Якова в снижении религиозного фактора в международных отношениях затем ухудшился, параллельно с провалом испанского альянса, с началом Тридцатилетней войны. В 1618 году он все ещё был озабочен подробными шагами по улучшению своих отношений с Испанией, такими как перевод антикальвинистского епископа Ланселота Эндрюса и казнь пирата сэра Уолтера Рэли.
На внутреннем фронте перспектива испанского приданого от брака между его наследником Карлом, принцем Уэльским с 1616 года, и инфантой Марией-Анной из Испании была потенциальным источником дохода для Якова, который искал способы править, не завися от Общины для субсидий. Политика испанского брака была поддержана Ховардами и другими министрами и дипломатами, склонными к католикам, — вместе известными как «Испанская партия», — но ей глубоко не доверяли некоторые протестантские группы в Англии. Настроения были громко озвучены в палате общин, когда Джеймс созвал свой первый парламент за семь лет в 1621 году, чтобы собрать средства для военной экспедиции в поддержку Фридриха V, курфюрста Пфальца, своего зятя.
На самом деле не было никаких шансов, что папа Павел V выдал бы необходимое разрешение на брак инфанты с протестантом. Этот факт был известен испанскому королю, но, по-видимому, Гондомар держался в неведении о переписке. Павел V умер в начале 1621 года, и его преемник папа Григорий XV, как считалось, согласился с идеей брака. Яков отправил Джорджа Гейджа в Рим для лоббирования, представив дело от имени английских католиков. Дело было передано небольшой группе кардиналов, которые подчеркнули, что улучшение обращения с английскими католиками является обязательным условием.

## Политическая оппозиция
К 1620-м годам события на континенте всколыхнули антикатолические настроения на новый виток. Между католической Священной Римской империей и протестантским Курпфальцем вспыхнул конфликт, когда богемцы свергли императора как своего короля и избрали на его место зятя Якова Фридриха V, что спровоцировало Тридцатилетнюю войну. Яков неохотно созвал парламент как единственное средство для сбора средств, необходимых для помощи его дочери Елизавете и Фридриху, которые были изгнаны из Праги императором Фердинандом II в 1620 году. Палата общин, с одной стороны, предоставила субсидии, недостаточные для финансирования серьёзных военных операций в помощь Фридриха, а с другой призывал к войне непосредственно против Испании.
В ноябре 1621 года под руководством сэра Эдварда Кока палата общин подготовила петицию с просьбой не только о войне с Испанией, но и о женитьбе принца Карла на протестантке и соблюдении антикатолических законов. Говорят, что когда Яков услышал о петиции, он воскликнул: «Боже, дай мне терпения». Король прямо сказал им не вмешиваться в вопросы королевской прерогативы, иначе они рискуют быть наказанными; на эту провокацию они отреагировали, опубликовав заявление, в котором протестовали против их прав, включая свободу слова. Яков писал: «Мы не можем с терпением выносить, когда наши подданные говорят нам такие антимонархические слова относительно их свобод, если только они не подтвердят, что они были дарованы им милостью и благосклонностью наших предшественников». По настоянию Бекингема и испанского посла Гондомара король вырвал протест из книги записей и распустил парламент.

## Оппозиция в культуре и обществе

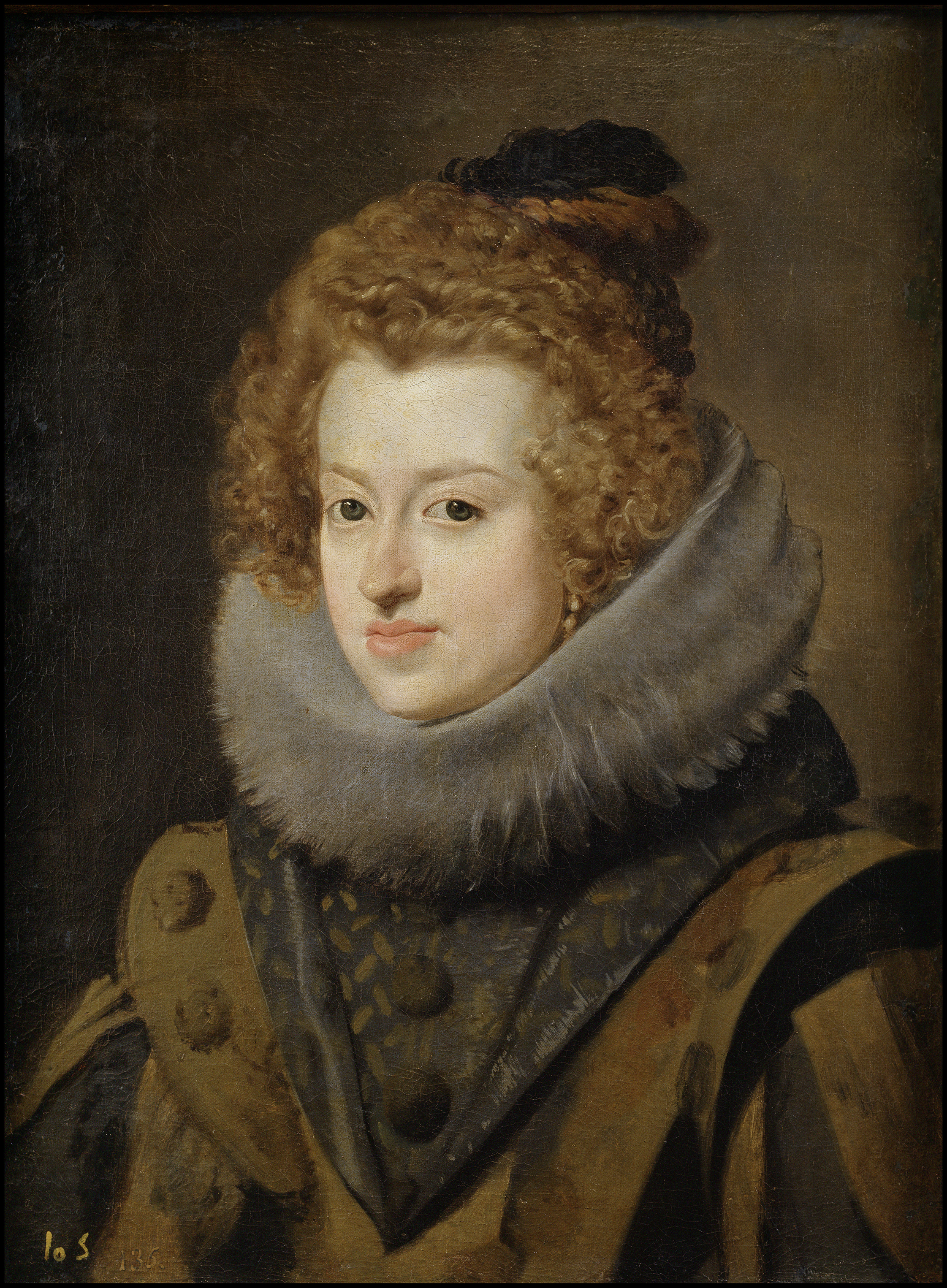
Диего Веласкес. Портрет инфанты Марии Анны, 1630 год

Вне политического процесса накалялись как антииспанские, так и антикатолические настроения. Брошюры против испанского брака направлялись в суд с формулировкой «клевета, подлог и предвзятое искажение». Публиковались клеветы в виде сфабрикованных личных данных о деятелях, связанных с испанской партией, особенно фракцией пуритан. Томас Скотт особенно известен своим участием в этой кампании 1619 года.
В 1620 году и 1621 году Яков издал указы, запрещающие писать или говорить о государственных делах. Джон Эверард проповедовал против брака в феврале 1621 года на Сент-Мартин-ин-зе-Филдс, после чего провел около полугода в тюрьме Гейтхаус. Когда Роберт Мейсон написал в 1622 году своему другу Томасу Гоббсу об общественном мнении по поводу брака с критикой политики Якова и отмечая умение Гондомара заручиться поддержкой, предлагая перспективу возвращения Пфальца Фридриху V, он оградил свои записи мольбами о секретности.
Пьеса Томаса Миддлтона 1624 года «Игра в шахматы» аллегорически описывает события, связанные с испанским браком. Особенно тяжело пришлось Гондомару, представленному Чёрным Рыцарем. Пьесы в любом случае подвергались цензуре, и мастер пиров Генри Герберт пропускал их за исполнение; это был недолгий скандальный успех в августе 1624 года. Было высказано предположение, что Герберт попустительствовал неслыханным драматическим вольностям, допущенным при изображении членов королевской семьи при дворе, в котором сейчас доминирует антииспанская партия. Пьесы предыдущих двух лет с испанскими реалиями — «Подмена» Миддлтона и Роули и « Подбери меня» Томаса Деккера были прочитаны в Лондоне, что более скрытно противопоставило их браку.

## Путешествие Карла в Испанию. Итог переговоров

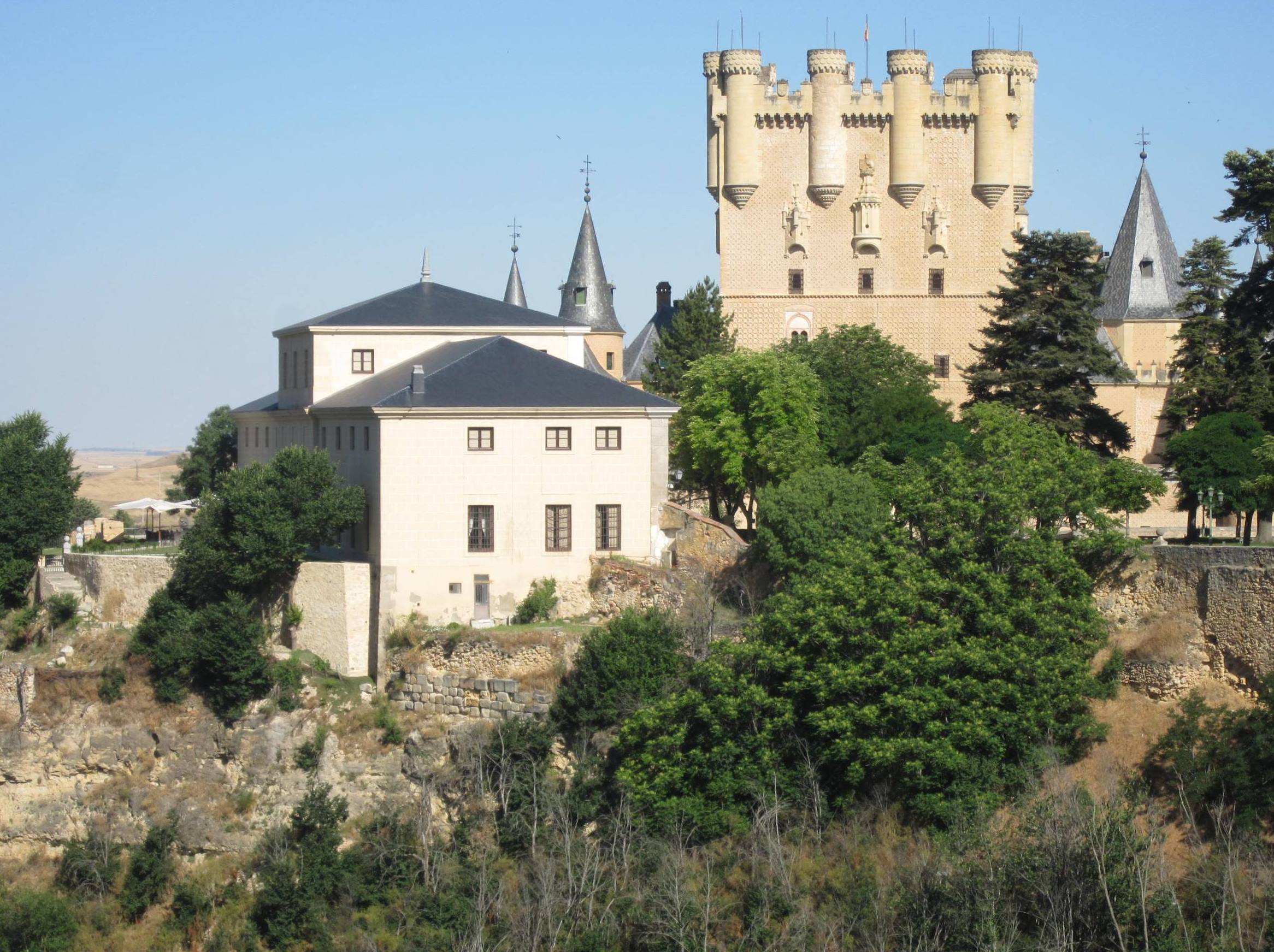
Алькасар в Сеговии

Отказавшись от военного варианта, Яков проигнорировал позицию общественного мнения и вернулся к испанскому браку как к своей единственной надежде на восстановление владений Елизаветы и Фредерика. Однако положение изменилось после смерти Филиппа III в 1621 году. С воцарением Филиппа IV испанский сторонник брака Гондомар потерял влияние на Гаспара де Гусмана Оливареса.
Когда переговоры затянулись, 22-летний принц Карл и Бекингем решили перехватить инициативу и отправиться в Испанию инкогнито, чтобы напрямую завоевать инфанту. Путешествуя под именами Томас и Джон Смит, они прибыли в Мадрид 7 марта 1623 года (ст. ст.), к изумлению Филиппа IV и английского посла и графа Бристоль Джона Дигби, которых не предупредили о намерениях принца. Принц и его спутник не знали о том, что Мария-Анна категорически не хотела выходить замуж за некатолика и что испанцы, которые затягивали брачные переговоры, чтобы не допустить участия английских войск в войне, никогда не согласятся на такой брак, если им не будут обещаны отмена антикатолических уголовных законов.
Их приветствовали при дворе в Мадриде. По пути в Сантандер они посетили Эль-Эскориаль, дворец Вальсаин, Алькасар в Сеговии, Вальядолид, Паленсию и Фромисту. Прием при дворе и путешествие были описаны писателем Андресом де Альманса-и-Мендоса. 
Хотя был подписан секретный договор, принц и герцог вернулись в Англию в октябре без инфанты. Часть британского народа выражала открытый восторг.
С 1617 года переговоры о браке велись Тайным советом. На самом деле считалось, что существует необходимость в конфиденциальных отношениях с испанскими коллегами, и по этой причине был создан подкомитет Совета; который позже стал средством обсуждения внешней политики в более широком смысле и сохранялся до следующего правления. Последним словом в вопросе об испанском браке было голосование в Тайном совете в январе 1624 года, закончившееся отклонением испанских условий.

## Последствия
Оскорбленные обращением с ними в Испании, Карл и Бекингем теперь перевернули политику Якова в отношении Испании с ног на голову: они призвали к французскому браку и войне против Испании. Чтобы собрать необходимое финансирование, они уговорили Якова созвать ещё один парламент, который собрался в феврале 1624 года. На этот раз излияние антикатолических настроений в палате общин нашло отклик в суде, где контроль над политикой перешел от Якова к Карлу и Бекингему, которые вынудили короля объявить войну и спровоцировали импичмент и тюремное заключение лорда для выступавшего против этой идеи из-за финансовых соображений лорда-казначея и графа Миддлсекс Лайонела Крэнфилда.
Лорд Бристоль, хотя и совершенно невиновный, был сделан козлом отпущения за провал брака: он был отозван с позором, ему было приказано оставаться в своих поместьях, а затем на время заточили в лондонский Тауэр. Таким образом, Карл вызвал недовольство одного из своих самых одаренных и заслуживающих доверия государственных служащих, и они не могли полностью примириться вплоть до начала гражданской войны в Англии.
Результат парламента 1624 года был неоднозначным: Яков по-прежнему отказывался объявлять войну, но Карл считал, что палата общин взяла на себя обязательство финансировать войну против Испании, и эта позиция должна была усугубить его проблемы с парламентом во время его правления. В конце концов Карл женился на Генриетте Марии Французской.

## В культуре
Визит принца Карла является предысторией романа Артуро Переса-Реверте «Капитан Алатристе» (1996) и его кинематографической и сериальной экранизаций.
В 2011 году издательство Sophia Institute Press выпустило основанный на исторических событиях роман «Испанский брак».

## Вторичная литература
- Nardone, Jean-Luc (ed.) (2020), The Spanish Match: Le mariage manqué du prince de Galles et de l’infante d’Espagne (1623). Toulouse: Presses Universitaires du Midi. ISBN 978-2810706891.
- Alexander Samson, ed. (2006), The Spanish Match: Prince Charles’s Journey to Madrid, 1623 Ashgate. ISBN 9781351881647
- Glyn Redworth (2003). The Prince and the Infanta: The Cultural Politics of the Spanish Match New Haven: Yale University Press. ISBN 0-300-10198-8. (Review)
- Robert Cross (2007). «Pretense and Perception in the Spanish Match, or History in a Fake Beard». Journal of Interdisciplinary History. XXXVII:4 (Spring, 2007), 563—583. (link to article)